# Déjelos con nosotros
}}
Déjelos con nosotros fue un programa chileno emitido por Canal 11 Universidad de Chile Televisión desde 1987 a 1990, conducido por Pilar Vásquez "La Pilule" (1987-1988), Arnaldo Jiménez "Tipirufirín" (1989) y Enza Casiello (1990).

## Historia
En mayo de 1987, Universidad de Chile Televisión realiza algo inédito en la televisión chilena, realizar un programa infantil en horario estelar los sábados en la noche, específicamente a las 21:15 horas, para que los niños se quedaran en casa dejándolos con nosotros mientras, los papás salieran tranquilos a divertirse.
En los primeros años de transmisión, el programa fue conducido por La Pilule, una niña personificada por la actriz Pilar Vásquez Campos, la cual personificaba cuentos, cantaba canciones y enseñaba en algunas ocasiones manualidades, acompañada por su amigo "Don Mani", un maniquí con el que interactuaba. Posteriormente se les unen dos amigos que en algunos programas interactúa: "Yoyi" y "Vitoco", interpretado por actores, todo esto acompañado por dibujos animados en los intermedios.

## La llegada de "Tipirufirín"
En marzo de 1989, Pilar Vásquez abandonó el programa para emigrar a Canal 13 a animar la sección Las Gracias de sus hijos en el programa Éxito, llegando en su reemplazo el duende "Tipirufirín", personificado por Arnaldo Jiménez, el famoso "Fantasma" de Pipiripao. Como novedades, el programa se cambia de horario a las 19:30 y se puede ver la participación de niños. Entre las nuevas secciones estaban las entrevistas a personajes infantiles, como duendes(as) o hadas y también el de que niños telespectadores enviaban sus cartas explicando sus problemas y los niños que aparecían en el programa, lo aconsejaban.
En febrero de 1990 el programa vuelve a su horario habitual (21:30) hasta su último programa en mayo de 1990.

## El Show de Enza
El 12 de mayo de 1990, debuta en reemplazo de Tipirufirín y compañía, el programa infantil El Show de Enza, animado por Enza Casiello, una chilena radicada en Argentina y que fue modelo del programa de mediodía Cordialmente con Julio Videla, en el verano de ese año. El programa tenía un estilo inspirado en "El Show de Xuxa" pero con un muy menor presupuesto, en este había secciones de concursos de varios estilos (quien pelaba más naranjas, batir para hacer el merengue más abundante, competencias de sumas, de quien se colocaba más prendas de ropa, quien colocaba más globos dentro de un traje ancho y quien daba más vueltas con un aro en la cintura) acompañado de números artísticos tanto de baile como de canto, siendo los niños los protagonistas de estas secciones. Enza también estaba acompañada por el ballet de Las Porristas que eran cuatro adolescentes (Soledad, Patricia, Carolina y Monserrat) quienes animaban al público asistente y servían de ayudantes a Enza y por "Pascual", un simpático conejo personificado por un títere que interactuaba con Enza y a veces servía de jurado en los concursos.
- Datos: Q5815610